# 谭莹 (清朝湖南人)
谭莹（1842年—1926年），原名荧，字铭三，湖南安仁人。
谭继兰次子，道光二十二年（1842年）出生，自幼敏慧，光绪二年（1876年），在岳麓书院學習，安仁县歲科時傅以绥取为榜首，光绪五年（1879年）湖南乡试第一名，出任长沙、武陵教谕，广东遂川知县。又曾主讲于平江天岳书院、茶陵洣江书院，曾参加“公车上书”。1926年，病殁家中，葬象形山。